# Harburger Sport-Club
Harburger Sport-Club is een sportvereniging uit Harburg, een stadsdeel van Hamburg. De club telt ongeveer 1700 leden en is onder meer actief in aerobics, atletiek, badminton, boksen, fitness, gymnastiek, karate, tafeltennis, tennis, turnen, voetbal en volleybal.
De club ontstond op 12 maart 1970 na een fusie van FC Borussia 04 Harburg en Rasensport Harburg. 